# Bara två kan leka så
Bara två kan leka så (eng: Only Two Can Play) är en brittisk filmkomedi från 1962 regisserad av Sidney Gilliat, med Peter Sellers och Mai Zetterling i huvudrollerna. Filmen var en av de största filmsuccéerna i Storbritannien under 1962.
Filmen är baserad på en roman av Kingsley Amis och handlar om den frustrerade bibliotekarien och teaterkritikern John Lewis (Sellers), vars känslor pendlar mellan glamorösa Liz (Mai Zetterling) och hans tålmodiga hustru Jean (Virginia Maskell).

## Rollista
- Peter Sellers som John Lewis
- Mai Zetterling som Liz
- Virginia Maskell som Jean
- Kenneth Griffith som Jenkins
- Raymond Huntley som Vernon
- Maudie Edwards som Mrs. Davies
- Meredith Edwards som Clergyman
- John Le Mesurier som Salter
- Graham Stark som Hyman
- John Arnatt som Bill
- Sheila Manahan som Mrs. Jenkins
- Richard Attenborough som Probert